# Máy đo đường huyết

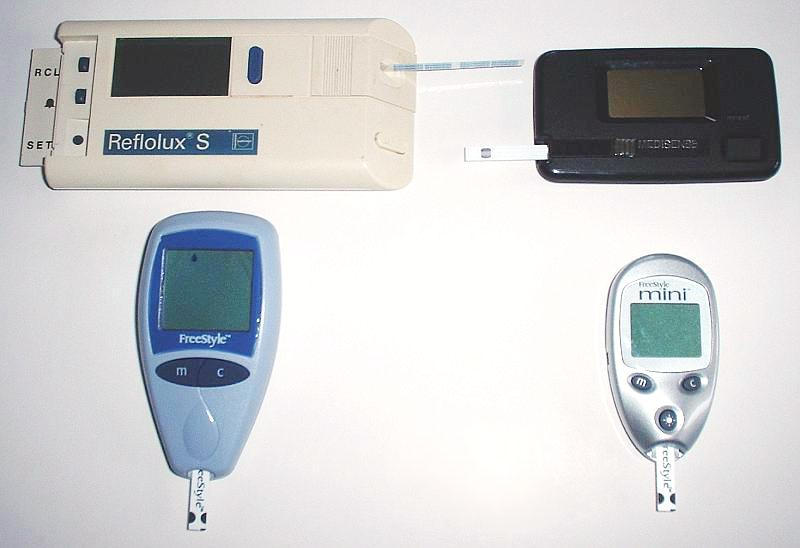
Một loại máy đo đường huyết

Máy đo đường huyết là một thiết bị y khoa được sử dụng để đo độ đường (glucose) tồn tại trong máu. Hiện nay, máy đo đường huyết là thiết bị kiểm tra sức khỏe, đo chính xác độ đường trong máu. Máy đo đường huyết về bản chất chỉ là thiết bị hiển thị các thông số.
Hoạt động chính của việc kiểm tra đường huyết bằng máy nằm ở que thử. Tại đầu que thử có thuốc thử, thông qua phản ứng điện hóa giữa thuốc thử ở đầu que thử và lượng đường trong máu, máy sẽ hiển thị mức đường huyết tương ứng. Kết quả đo đường huyết tại nhà chỉ phản ánh mức đường huyết tại thời điểm kiểm tra.
Những loại máy đo đường huyết phổ biến
Một số các loại thiết bị đo đường huyết được nhiều người sử dụng hiện nay như:
- Máy đo tiểu đường cài mã que thử code: Sản phẩm này phù hợp với người trẻ và trung niên, vì chúng cần phải thay thế và cài đặt mã que thử.
- Máy đo đường huyết liên tục (CGM): Máy tự động ước tính mức đường huyết (lượng đường glucose trong máu) của người sử dụng 5 phút 1 lần và liên tục trong suốt 24 giờ mỗi ngày.
- Máy đo tiểu đường thông thường: Sản phẩm này chỉ có công dụng đo đường huyết và phù hợp sử dụng cho nhu cầu cá nhân.
- Máy đo đường huyết và huyết áp: Có thể sử dụng để đo đồng thời cả đường huyết và huyết áp cho người bệnh.
- Máy đo đường huyết và mỡ máu: Có công dụng đo được cả Glucose và Cholesterol giúp bạn tiết kiệm tốt hơn về chi phí.
- Máy đo đường huyết 3 trong 1: Sản phẩm này có thể đo được cả đường huyết, huyết áp và mỡ máu.